# 馬瓊芬
馬瓊芬，JP（1985年或1986年—），香港公務員，現任西貢民政事務專員。2009年獲香港政府錄用為政務主任，曾在黃大仙民政事務處、大學教育資助委員會秘書處、運輸及房屋局運輸科和保安局任職。她在2023年10月16日起出任西貢民政事務專員。

## 早年生活
馬瓊芬於1985年或1986年出生，及後於2004年入讀香港大學經濟及工商管理學院。

## 公務員生涯

### 早年工作
馬瓊芬在2009年7月獲香港政府聘任為政務主任，並獲派至黃大仙民政事務處接替陳子琪出任民政事務助理專員，至2011年2月調離地區。獲召回政府總部的她於保安局任職助理秘書長，負責入境事務等政策工作。及後，她於2013年中再轉至運輸及房屋局運輸科續任助理秘書長，負責跨境交通管理和運輸服務。在2015年，她獲調任至大學教育資助委員會秘書處，任職助理秘書長，負責大學資助政策，亦曾擔任工作小組秘書。
在2019冠狀病毒病香港疫情期間，馬重返政府總部保安局任職助理秘書長，因而統籌設立社區隔離設施，並支援各設施的營運，隨後她更因抗疫貢獻而在2022年7月27日在香港2022年度授勳及嘉獎名單獲頒行政長官公共服務獎狀以作嘉許。在任內，她亦曾負責港府與中國人民解放軍駐香港部隊的聯絡事務、統籌為政府飛行服務隊設立模擬飛行訓練中心、監察《保安及護衞服務條例》的執行等工作。另外，她亦曾接受保安局局長鄧炳強訪問，分享投考政務官的經驗、保安局的工作和義工服務。

### 入主西貢
馬瓊芬在2023年10月16日獲港府委任為西貢民政事務專員，並在同日獲委任為官守太平紳士，接替升任發展局副秘書長的曾俊文。她在2024年1月起兼任西貢區議會主席，隨即於1月5日的首次會議上提出在將軍澳南海濱長廊建造乖巧寶寶的雕像吸引遊客，以振興地區經濟，但卻未能提供成本資料。在2024年2月，港澳辦主任夏寶龍訪港時特意前往西貢區內的將軍澳早茶，並與她及西貢區議員午饍，討論新區議會制度的運作情況。

## 個人生活
馬瓊芬是業餘曲棍球球員，曾效力於靈犀曲棍球會，更在2022-23年賽季成為香港女子曲棍球丙組聯賽的神射手。

## 榮譽

### 嘉獎
- 行政長官公共服務獎狀（香港2022年度授勳及嘉獎名單；2022年7月27日）[12]

### 殊勳
- 官守太平紳士（J.P.）（2023年10月16日－）[17]

### 頭銜
- 馬瓊芬，JP（Kathy Ma King-fan, JP，2023年10月16日－）[17]

## 注脚
1. ↑  自2024年1月1日起，西貢民政事務專員兼任西貢區議會主席。

## 外部連結
- 【小角色 • 大人物】狀元輩出嘅職系（鄧炳強專訪馬瓊芬） （页面存档备份，存于）

| 政府职务      | 政府职务                            | 政府职务 |
| ------------- | ----------------------------------- | -------- |
| 前任： 曾俊文 | 西貢民政事務專員 2023年10月16日至今 | 現任     |
| 議會席位      |                                     |          |
| 前任： 周賢明 | 西貢區議會主席 2024年1月1日至今     | 現任     |